# 郭月
郭月（1985年12月12日—），中国足球运动员，中国国家女子足球队成员。曾代表中国参加2006年亚足联女子亚洲杯。